# Sireköpinge församling
Sireköpinge församling var en församling i Lunds stift och i Svalövs kommun. Församlingen uppgick 2006 i Billeberga-Sireköpinge församling.

## Administrativ historik
Församlingen har medeltida ursprung.
Församlingen var till 1962 annexförsamling i pastoratet Halmstad och Sireköpinge för att därefter till 2006 vara moderförsamling i pastoratet Billeberga och Sireköpinge. Församlingen uppgick 2006 i Billeberga-Sireköpinge församling.

## Kyrkor
- Sireköpinge kyrka